# Ville de Ryde
La ville de Ryde (en anglais : City of Ryde) est une zone d'administration locale située dans l'agglomération de Sydney, dans l'État de Nouvelle-Galles du Sud, en Australie, dont le siège est Ryde.

## Géographie
La ville s'étend sur 40,6 km2 dans la grande banlieue nord-ouest de Sydney, entre la Parramatta au sud et la Lane Cove au nord.

### Quartiers
- Chatswood West
- Denistone
- Denistone East
- Denistone West
- East Ryde
- Eastwood
- Gladesville
- Macquarie Park
- Marsfield
- Meadowbank
- Melrose Park
- North Ryde
- Putney
- Ryde
- Tennyson Point
- West Ryde

## Histoire
Le district municipal de Ryde est créé en 1870 à la demande de ses habitants. Il devient une municipalité en 1906 puis une ville en 1992.
En 2016, le gouvernement de Nouvelle-Galles du Sud propose de fusionner Ryde avec les zones d'administration locale voisines de Hunter's Hill et Lane Cove, mais face aux oppositions le projet est abandonné l'année suivante.

## Démographie
| 2001   | 2006   | 2011    | 2016    | 2021    |
| ------ | ------ | ------- | ------- | ------- |
| 94 244 | 96 948 | 103 038 | 116 302 | 129 123 |

## Politique et administration
Le conseil municipal comprend douze membres élus pour un mandat de quatre ans, qui à leur tour élisent le maire pour deux ans. Les dernières élections ont eu lieu le 4 décembre 2021. Le même jour, les électeurs se sont prononcés favorablement par référendum à l'élection directe du maire par 76,18 % des voix. Cette mesure entrera en vigueur lors des prochaines élections en 2024.

### Composition du conseil
| Élections | Parti travailliste | Parti libéral | Verts | Indépendants |
| --------- | ------------------ | ------------- | ----- | ------------ |
| 2017      | 4                  | 4             | 2     | 2            |
| 2021      | 5                  | 6             | -     | 1            |

### Liste des maires
| Période           | Période           | Identité        | Étiquette    | Qualité |
| ----------------- | ----------------- | --------------- | ------------ | ------- |
| 8 septembre 2015  | 16 septembre 2016 | Jerome Laxale   | Travailliste |         |
| 16 septembre 2015 | 9 septembre 2017  | Bill Pickering  | Libéral      |         |
| 9 septembre 2017  | 11 janvier 2022   | Jerome Laxale   | Travailliste |         |
| 11 janvier 2022   | 13 décembre 2022  | Jordan Lane     | Libéral      |         |
| 13 décembre 2022  | en cours          | Sarkis Yedelian | Libéral      |         |

La zone est rattachée à la circonscription de Bennelong pour les élections fédérales et à celles d'Epping, Lane Cove et Ryde pour les élections à l'Assemblée législative de Nouvelle-Galles du Sud.

## Transports
Ryde est traversée par l'unique ligne du métro de Sydney et desservie par les trois stations de Macquarie University, Macquarie Park et North Ryde.
La ligne T9 des trains de banlieue traverse du nord au sud la partie ouest de la ville qui est desservie par quatre gares.